# Lili Novy

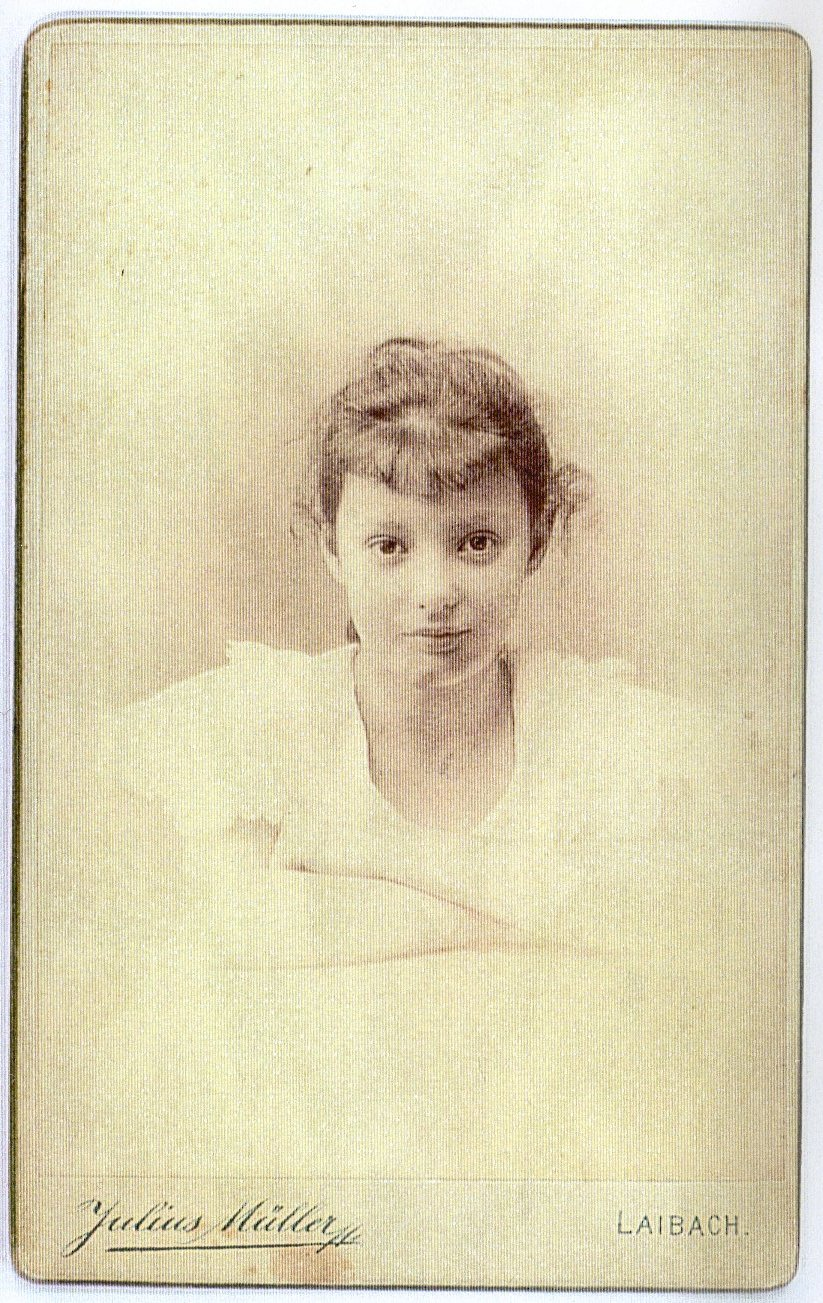
Portrait photographique par Julius Müller

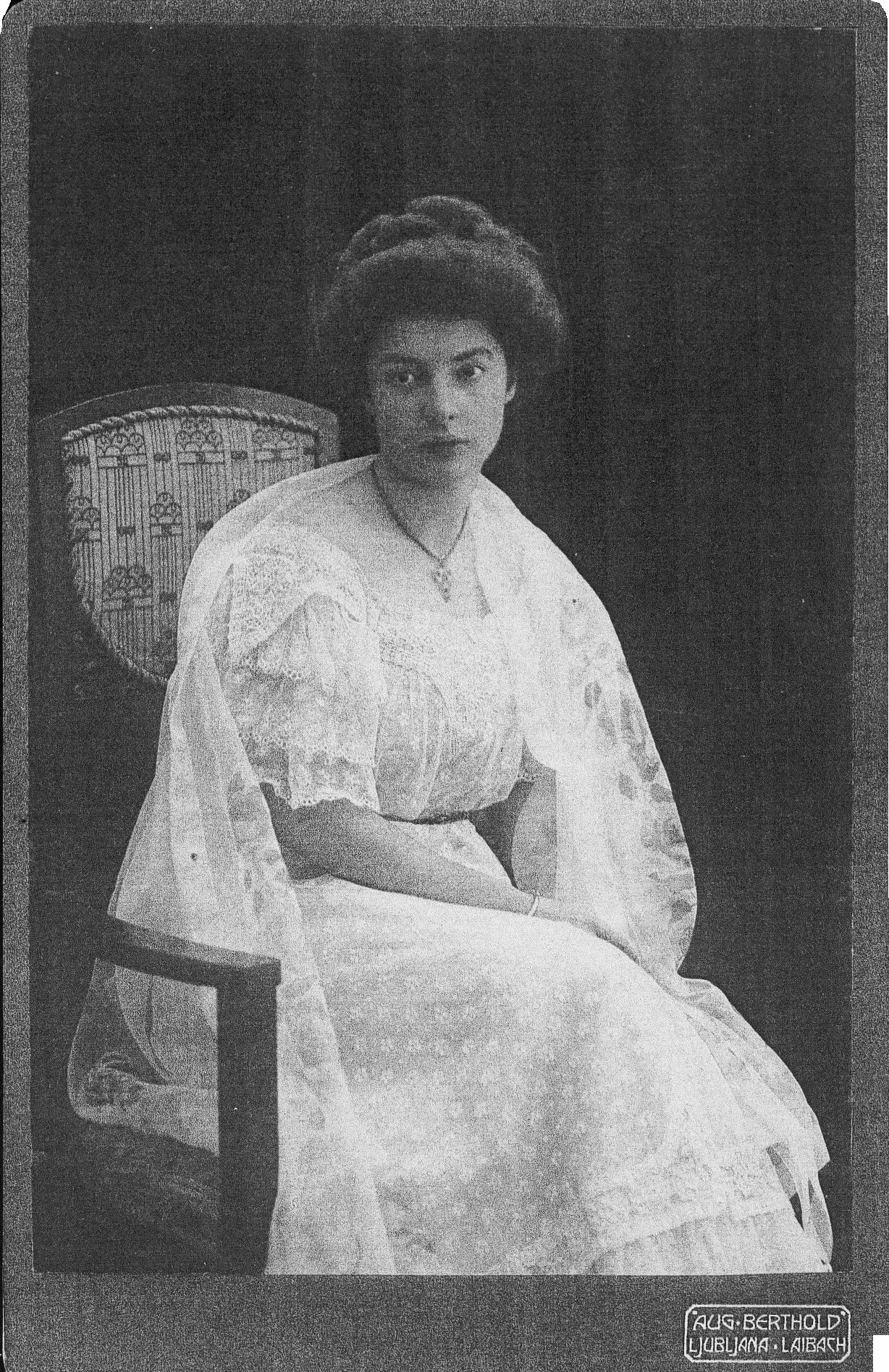
Portrait photographique par August Berthold

Lili Novy, née Lili Haumeder le 24 décembre 1885 à Graz, morte le 7 mars 1958 à Ljubljana, est principalement connue comme poétesse et traductrice austro-hongroise puis yougoslave d'expression slovène. Elle est considérée comme une des plus importantes poétesses en langue slovène, mais ses origines, son parcours, son mariage à un tchèque, et les événements historiques (en particulier la dislocation de l’Empire Austro-Hongrois, et les deux guerres mondiales du XXe siècle), l’ont amenée à passer souvent d’un environnement culturel germanique à un environnement slave ou encore latin, et vice versa. Par son activité de traductrice, elle a servi de pont entre ces univers culturels, à un moment où l'Europe centrale se restructurait. Elle a privilégié la résistance au fascisme et au nazisme, et l’émergence de nations nouvelles au cœur de l’Europe (même si l'État Slovène n’a émergé que plusieurs décennies après sa mort).

## Biographie
Lili Haumeder naît à Graz en 1885. Graz appartient alors à l’empire austro-hongrois (la ville est rattachée à l’Autriche après la Première Guerre mondiale). Elle est la fille d'un père allemand et d'une mère slovène. Sa famille, installée en fait à Ljubljana, appartient à la haute aristocratie, et s’exprime en allemand. Lili Haumeder reçoit des leçons privées et écrit rapidement en allemand, y compris des poèmes, dès son enfance.
Elle se marie en 1911 avec un aristocrate tchèque, Edvard Novy. Entre vingt et trente ans, elle  commence à tisser des liens avec la scène littéraire slovène, traduisant les poèmes allemands de France Prešeren en slovène et vice versa. Elle reçoit également des encouragements du poète Oton Župančič, dont elle a traduit certaines œuvres. 
La Première Guerre mondiale marque la défaite de l’Allemagne et de l’Autriche-Hongrie, et la dislocation de ce deuxième empire. L’État des Slovènes, Croates et Serbes est créé dès octobre 1918, puis devient, le 1er décembre 1918,  le Royaume des Serbes, Croates et Slovènes, et change son intitulé en octobre 1929 pour celui de Royaume de Yougoslavie. 
Durant l’entre-deux-guerres, Lili Novy commence à publier dans des revues littéraires, dont le Westermanns Monatshefte (de), une revue littéraire allemande de Brunswick. Elle traduit en slovène des œuvres de Goethe, et en allemand de la poésie croate, serbe et slovène. Elle  traduit aussi des auteurs autres tels que Ivana Brlić-Mažuranić ou encore Vera Albreht (de). Son cercle d'amis comprend notamment Camilla Lucerna (de) et Paula von Preradović. Certaines de ses traductions paraissent dans des quotidiens allemands de Zagreb tels que l'Agramer Zeitung et le Morgenblatt.
En 1929, elle dédie un recueil de poésie, resté inédit, à une amie, Vida Novak. Le seul de ses différents recueils de poésie publié de son vivant l’est durant la Seconde Guerre mondiale, en 1941, dans un territoire alors occupé par les forces italiennes. C’est le recueil Temna vrata. Sa poésie exprime ses rêves, ses désirs, ses passions et sentiments, et sait quelquefois être érotique, tout en restant authentique. Elle choisit de lutter contre le fascisme et le nazisme et envisage même de rentrer au parti communiste après la guerre. Mais ce parti refuse cette adhésion d’une personne issue de l’aristocratie. Après cette Seconde Guerre mondiale, elle s'installe définitivement à Ljubljana, travaille dans l’édition et la littérature de jeunesse. Dans plusieurs de ses textes, à la manière de Jean de La Fontaine, elle fait parler des animaux, pour gagner en liberté d'expression. Elle décède en mars 1958. Sa tombe se trouve dans le cimetière Žale, ou Žale Central Cemetery, un cimetière de Ljubljana.

## Principales publications
- Temna vrata (1941)
- Oboki (1959)
- Pikapoka (1968)
- Majhni ste na tem velikem svetu (1973)